# Rittergüter Treuen oberen und unteren Teils
Das Rittergut Treuen oberen und unteren Teils war ein 1592/1612 geteiltes Gut der Familie von Feilitzsch in der Stadt Treuen im  sächsischen Vogtlandkreis. Heute ist das Schloss Treuen unteren Teils wegen seiner Fachwerkkonstruktion bekannter. Es ist das letzte erhaltene Fachwerkschloss der Spätrenaissance in Südwestsachsen. In dessen Nähe befindet sich auch das Herrenhaus des einstigen Ritterguts Treuen oberen Teils.

## Lage
Die Gebäude der einstigen Rittergüter Treuen oberen und unteren Teils befinden sich im Südwesten der Stadt Treuen im sächsischen Teil des Vogtlands. Das heutige Schloss Treuen unteren Teils befindet sich in der Schreiersgrüner Straße 2a westlich der Treba und deren Mündung in das Treuener Wasser, ⊙ das Herrenhaus Treuen oberer Teil liegt östlich der Treba am Schloßweg 1a.⊙

## Geschichte

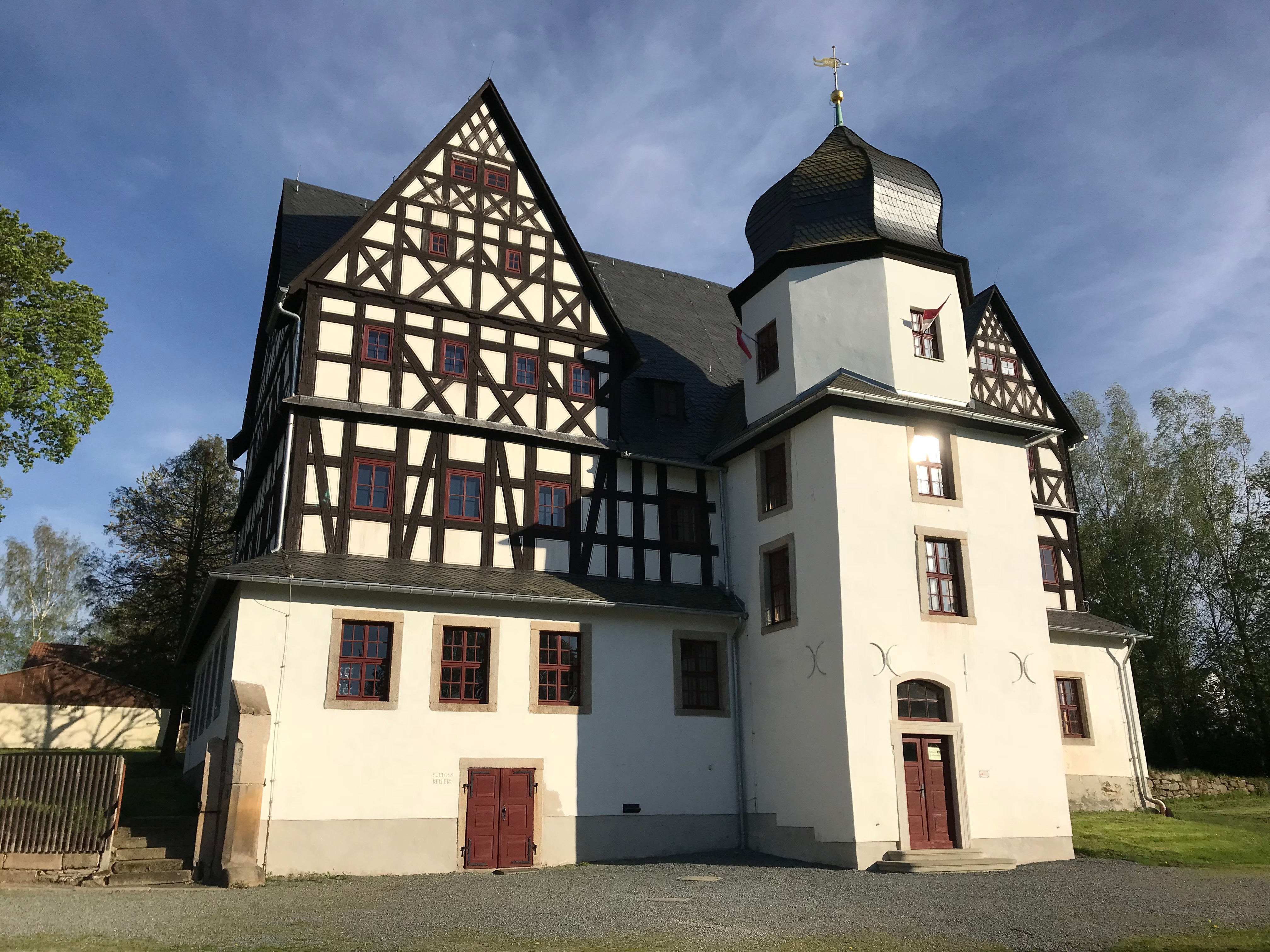
Schloss Treuen unteren Teils

### 9. bis 15. Jahrhundert
Bereits um 800 entstand in der Treuener Flur eine slawische Wasserburg aus Holz, die während der fränkischen Landnahme im 11. Jahrhundert durch eine steinerne Höhenburg ersetzt wurde. Diese landesherrliche Burg errichteten die Vögte von Plauen im Zuge des Landesausbaus auf einem Felssporn über dem Treuener Wasser. Sie diente dem Schutz und der Verwaltung ihrer Rodedörfer. Im 11. Jahrhundert wurde die Burg in Urkunden als Burg „Drewen“ wiedergeben. Das 1214 erstmals erwähnte Waldhufendorf Treuen erhielt 1390 das Stadtrecht. Als die Herrschaft Plauen im Jahr 1306 in die Häuser Plauen-Ältere Linie und Plauen-Reuß geteilt wurde, kam die Burg Treuen an die reußsche Linie. Die Burg Treuen wurde im Jahre 1329 als Reichslehen des Kaisers Ludwig der Bayer an Vogt Heinrich von Plauen übertragen. 1367 belehnte ihn Kaiser Karl IV. als König von Böhmen erneut mit der Burg Treuen. Die böhmischen Könige wiederum übertrugen den Besitz ihren Vasallen. Einer von ihnen war der 1416 genannte Ritter Cunrad von Myla. Nachdem die Burg und Herrschaft Treuen im Jahr 1410 in Besitz der Markgrafen von Meißen gekommen war, sank die Burg Treuen in grundherrschaftliche Verhältnisse. Die Burg Treuen war aber weiterhin Verwaltungs- und Wirtschaftszentrum der Grundherrschaft. Während der Hussitenkriege (1419 bis 1439) wurde die Burg zerstört. Im 16. Jahrhundert ging die einstige Herrschaft Treuen im Amt Plauen auf.

### 16. bis 18. Jahrhundert
Im Jahr 1510 erhielt der Reichsritter Jobst von Feilitzsch auf Kürbitz und Unterlauterbach die Burg und Herrschaft Treuen von Kunz von Hermannsgrün. Sie blieb von nun an lange Zeit im Besitz dieser Familie. Noch vor dem Dreißigjährigen Krieg (1618 bis 1648) wurde die Burg zerstört.
Innerhalb der Familie von Feilitzsch erfolgte im Jahr 1592 aufgrund von Erbstreitigkeiten die Aufteilung des Besitzes in die Rittergüter Treuen oberen Teils (Schlossweg 1, Treuen) und unteren Teils (Schreiersgrüner Str. 2, Treuen), welche fortan anteilig die Grundherrschaft über Treuen ausübten. Die Teilung in die Rittergüter Treuen oberen und unteren Teils war mit den Lehnbriefen von 1612 endgültig abgeschlossen. Auf den Mauern der einstigen Burg Treuen (oberen Teils) ließ die Familie von Feilitzsch zwischen 1608 und 1610 ein repräsentatives Herrenhaus errichten. Das Rittergut Treuen unteren Teils ging hingegen aus einem Vorwerk hervor, welches ursprünglich zur Burg Treuen gehörte. Urban von Feilitzsch hatte dieses im Jahr 1598 von seinem Vetter gekauft. Zwischen 1608 und 1610 erbaute er einen standesgemäßen Herrensitz aus Fachwerk auf dem Gelände des Vorwerks, dem heutigen Schloss Treuen unteren Teils, unter Einbeziehung der bereits vorhandenen Wirtschaftsgebäude.

### 19. Jahrhundert bis zur Gegenwart
Das obere Gut blieb bis 1857 im Besitz der Familie von Feilitzsch, dann pachtete es Karl Gustav Adler. Bereits 1858 kam es an die Familie Opitz und 1918 an die Familie Sörgel. Das untere Gut kam bereits im Jahr 1810 an die bürgerliche Familie Adler, welche 1744 schon das benachbarte Rittergut Unterlauterbach übernommen hatten. Das Schloss Treuen (unteren Teils) erwarb die Familie Fritzsch aus Chemnitz im Jahr 1917, jedoch wurde es im folgenden Jahr an den letzten Besitzer, die Familie Belger aus Schwarzenberg, veräußert. Im Zuge der Bodenreform in der Sowjetischen Besatzungszone ab 1945 wurden die Familien Sörgel als Besitzer von Treuen oberen Teils und Berger als Besitzer von Treuen unteren Teils enteignet und die Flächen an Neubauern aufgeteilt. Das Schloss Treuen unteren Teils wurde bis 1947 für die Einquartierung von Umsiedlern bereit gemacht, während die umliegenden Wirtschaftsgebäude abgerissen wurden. In den 1970er Jahren wurden auch die Wirtschaftsgebäude von Treuen oberen Teils abgerissen, jedoch durch neue Hofgebäude ersetzt.
Das zwischen 1987 und 1988 teilweise sanierte Schloss Treuen untern Teils verkaufte die Stadt Treuen im Jahr 1993 an einen Nachfahren des letzten Besitzers, dessen Pläne zur Errichtung eines Hotels jedoch scheiterten. Im Jahr 2003 ersteigerte der „Förderverein Schloss Treuen“ das Schloss Treuen unteren Teils, um den weiteren baulichen Verfall des Schlosses zu stoppen. Danach begann die Sanierung des Gebäudes. Die Fassaden konnten bereits denkmalgerecht instandgesetzt und schrittweise auch mit der Restaurierung der Räume im Erdgeschoss begonnen werden. Während das Schloss Treuen unteren Teils heute durch den Förderverein für verschiedene Veranstaltungen genutzt wird, dient das Herrenhaus Treuen oberen Teils heute privaten Wohnzwecken. Die Wirtschaftsgebäude von Treuen oberen Teils werden heute durch den Landwirtschaftsbetrieb „Gut Treuen“ genutzt.

## Baubeschreibung

### Schloss Treuen unteren Teils

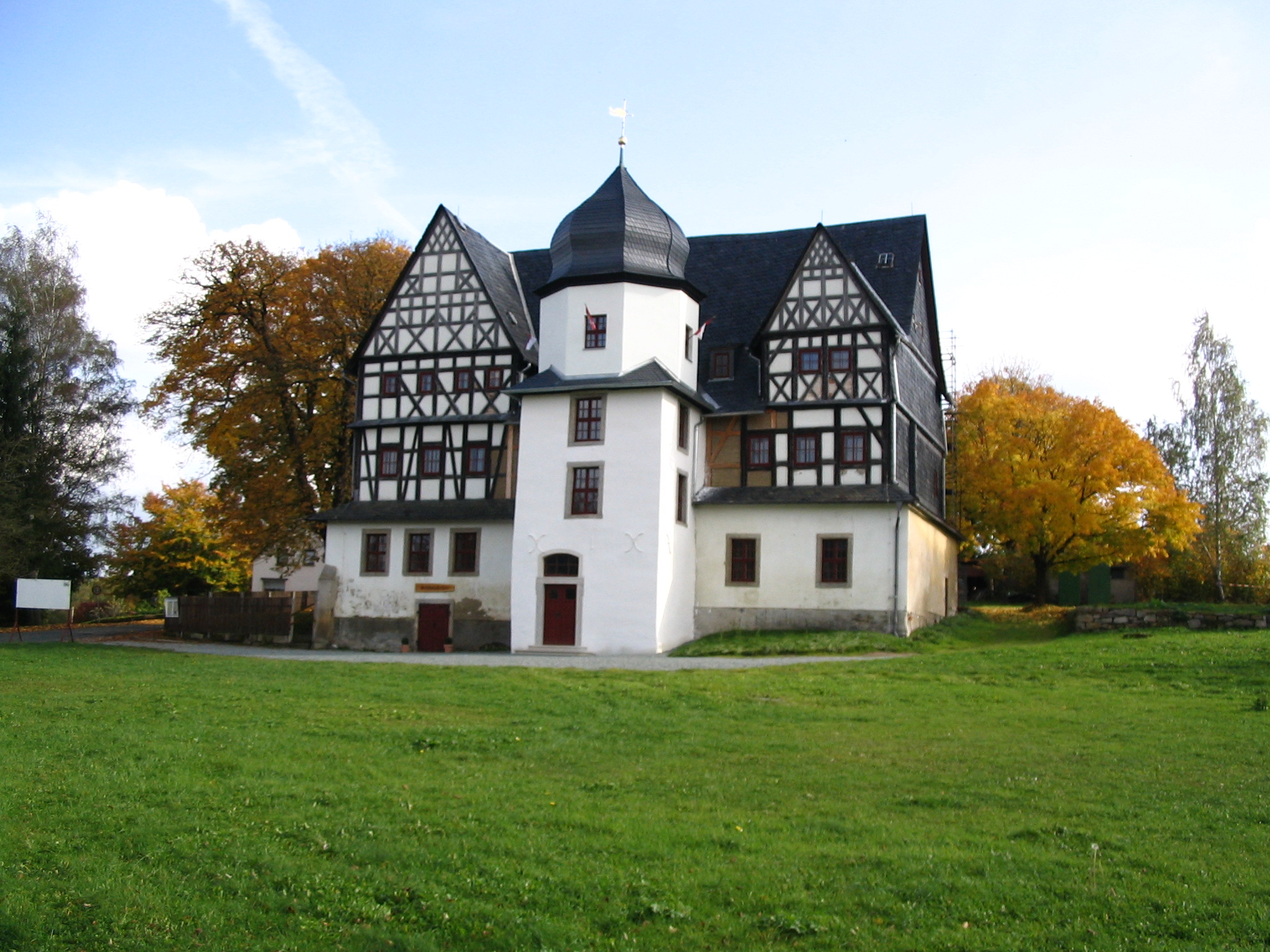
Schloss Treuen unteren Teils

Das Schloss Treuen unteren Teils ist ein Fachwerkbau mit Andreaskreuzen, zwei asymmetrischen Zwerchhäusern, einem gemauerten Treppenturm mit Welscher Haube und einem Keller mit Tonnengewölbe. Das massive Erdgeschoss entstand nach 1595. Der Stempelstuck im Obergeschoss wurde um 1625 gefertigt. Im zweiten Obergeschoss befindet sich ein Raum mit der historischen Bezeichnung „Beikammer zur hinteren Stube“ mit einer fragmentarisch erhaltenen Raumausmalung. Der Künstler malte den Jagdzyklus als Kalkmalerei direkt auf das Lehmgefache der Außenwand. Stilistisch lassen sich die Malereien auf die Zeit zwischen 1670 und 1700 einordnen. Der Kalkputz hat sich großflächig vom Lehm gelöst. Dies führte bereits zu erheblichen Verlusten an der historisch wertvollen Ausmalung im Raum. Nachdem der umgebende Gutskomplex nach 1945 abgebrochen wurde, blieb nur noch das heutige Schloss erhalten.

### Herrenhaus Treuen oberen  Teils

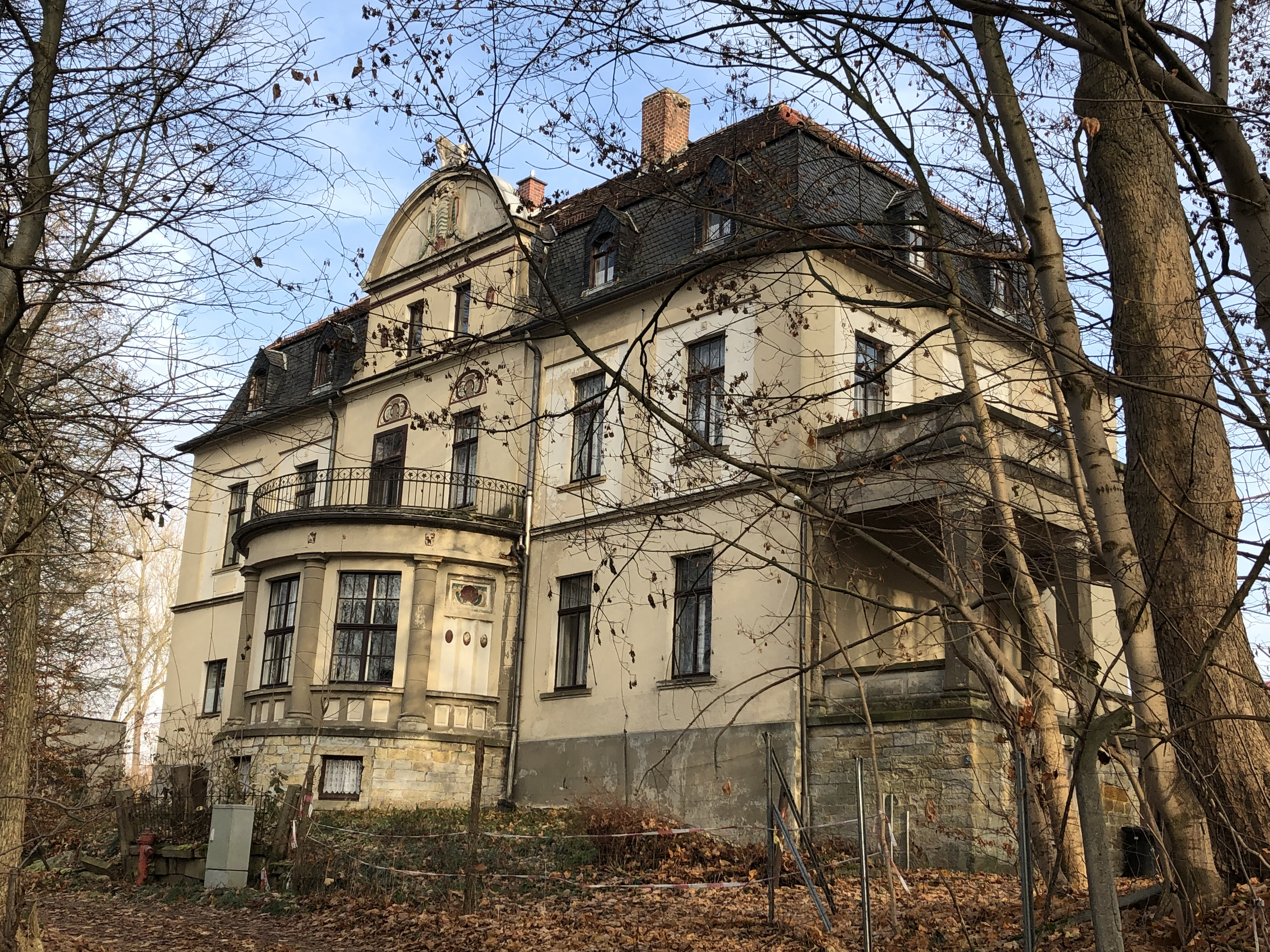
Rittergut Treuen oberer Teil (2018)

Das Herrenhaus des einstigen Ritterguts Treuen oberen Teils ist ein repräsentativer Putzbau unter einem Mansardwalmdach. der im ersten Viertel des 20. Jahrhunderts im Reformstil entstand. Der villenartige, zweigeschossige Putzbau besitzt eine halbrunde Veranda mit hangseits angebrachten Halbsäulen. An beiden Seiten besitzt der Bau Mittelrisalite, hangseits mit Zwerchgiebel. Im Bogenfeld befindet sich ein Wappen mit einer Löwendarstellung. Das Treppenhaus besitzt Bleiglasfenster aus den 1920er Jahren. Innen findet sich eine hölzerne Treppe mit Galerie. Die ehemals umgebende Wirtschaftsgebäude wurden in den 1970er Jahren durch neue Bauten ersetzt.